# Front uni de libération de l'Assam
Pour les articles homonymes, voir Ulfa.
L'United Liberation Front of Asom (ULFA ; français : Front uni de libération de l'Assam) est un mouvement indépendantiste armé, fondé le 7 avril 1979, à Rangghar, dans le Sivasagar, afin de « libérer l'Assam, où se trouve la majorité des ressources pétrolières indiennes, de l'autorité coloniale indienne » et pour former un « État socialiste et souverain ». L'organisation est placée sur la liste officielle des organisations terroristes de l'Inde et des États-Unis. Le 12 juillet 2011, l'ULFA met en place un cessez-le-feu unilatéral en vue de négociations de paix. Le 3 septembre 2011, l'UFLA signe un accord de paix avec la République d'Inde.
L'ULFA est constitué de 3 000 hommes et est équipé d'armes sophistiquées. Il est actuellement présidé par Arabinda Rajkhowa.
L'ULFA a ou avait des liens avec Inter-Services Intelligence du Pakistan. L'ULFA est ou était actif dans le business des drogues. Il est séparatiste.

## Agitation en Assam
Le conflit en Assam a commencé pendant les années 1970. Il fait suite à l'insurrection de plusieurs organisations. L'une des plus importantes de ces organisations, avec le National Democratic Front of Bodoland (NDFB), est l'ULFA. Le conflit a causé la fuite de milliers de personnes.
Une des raisons du conflit est la tension entre les Assamais et les Bengalis.
L'ULFA a attaqué des travailleurs pèlerins parlant l'hindi. Il collabore avec l'Adivasi National Liberation Army (2007).